# 奥田久司
奥田 久司（おくだ ひさし、1908年（明治41年） - 1987年（昭和62年）9月10日）は日本の映画プロデューサー、映画史研究家。

## 来歴
1908年（大正15年）生まれ。旧制京都一中を卒業後、映画界か小説家か進路に迷った末に、早稲田大学ロシア文学科に入学。
1934年（昭和9年）、早大を病気で中退し、銀座にあった映画の通信社の「日本演芸通信社」に入社。デスクを務め、7年間在籍する。
1941年（昭和16年）、映画界への夢をあきらめられず、友人の紹介で北京の国策映画撮影所「華化映画」に入所。
1944年（昭和19年）、「大日本映画製作株式会社」に入社。監督志望だったが、企画部に配属となる。
1945年（昭和20年）、日本敗戦。「大日本映画製作株式会社」が「株式会社大映」となる。　本社調査課長となる。
1949年（昭和24年）、『透明人間現わる』（安達伸生監督）を企画。
1961年（昭和36年）、日本初の70mm総天然色スペクタクル映画『釈迦』（三隅研次監督）を企画。
1964年（昭和39年）、日米合作の特撮映画『あしやからの飛行』（マイケル・アンダーソン監督）を企画。
1965年（昭和40年）、大映京都撮影所で企画副部長（プロデューサー）となる。異動第一作目として『大魔神』（安田公義監督）を企画。以後、『大魔神怒る』（三隅研次監督）、『大魔神逆襲』（森一生監督）と大魔神三部作を企画。四作目も企画するが実現せず。
上記した以外にも、大映京都で数々の映画企画をこなしたが、なかでも『兵隊やくざシリーズ』、『座頭市シリーズ』、『眠狂四郎シリーズ』は、「カツライス」（勝新太郎と市川雷蔵）の大映京都二枚看板の人気シリーズとなった。
1968年（昭和43年）、大映を定年退職。以後、 映画史研究家として著作を行う。

## 人物・エピソード
奥田は大映京都で多数の特撮映画を企画しており、1949年（昭和24年）の『透明人間現わる』も奥田の企画である。この企画書は当初、『透明魔』と仮題され、ちょうど東宝を公職追放されていた円谷英二が京都にいたので企画を見せ協力を乞うたところ、円谷は「これ絶対面白いから、私協力します」と約束してくれた。おかげで企画が通り、戦後円谷の本格復帰第一作映画が製作されることとなった。
伊福部昭のファンで、ほとんどの企画作品で伊福部を起用していて、「戦後、相当長いお付き合いです」と語っている。『大魔神』三部作すべて伊福部音楽だが、安田公義、三隅研次、森一生各担当監督とも伊福部ファンだったという。数ある伊福部作品では他に、「東北の民謡をうまく使っていただいた」として、『疵千両』（1960年、田中徳三監督）を挙げている。
当時の映画の上映スケジュールは週替わりであり、「私たちは、映画というのは一週間の勝負ということでやってきてる人間ですから、後はもうそんなに（作品に）命があるとは考えなかった」という。伊藤大輔監督からは「一週間のためにカツドウヤは命を削るんだ」と教えられたといい、このなか、「『大魔神』がこんなに命があるなんて、戸惑いを感じます」と語っている。
企画作品の題名は、「プロデューサーの身だしなみ」として邦画・洋画の題名を集めた「題名帖」というものを作り、これらを組み合わせて作った。また人名は、小説などから侍らしい名前などを書き抜いた「人名ノート」を作って考えた。『大魔神』の登場人物「小源太」や「左馬之助」などもすべて奥田が考えた。
『大魔神』は『釈迦』でのスペクタクル場面の成功と、前年の『あしやからの飛行』での特撮実績及び京撮の特撮スタッフの充実、森田富士郎キャメラマンのブルーバック合成実験の成功に、「これで東宝にも負けないぞ」という自信が生まれ、京撮の特撮の力を表に出して勝負しようという思いで立てられた企画だったという。奥田のつけた企画時の題名は『大魔神現わる』だった。
この企画には大映東京撮影所での『大怪獣ガメラ』（湯浅憲明監督）のヒットも大いに影響したといい、「東京に比べれば京都は田舎、排他的な意識もあったし、東京のやつに負けてたまるかというライバル意識もあった」と語っている。「映画界で考えると、東宝の『ゴジラ』がなんじゃい、負けるかいと、そんな意識はあった」という。
『大魔神』の頃の映画制作原価は、6千万円で上がれば黒字だった。『大魔神』も『大魔神怒る』も制作費は1億円で、興行収入も1億円だった。「結局トントン、あれだけ苦労して利益なしですよ」と述懐している。3作目の『大魔神逆襲』も制作費は1億円近かったが2番館での冬休み前平日興行にされてしまい、興収も伸び悩み、「4作目の企画もあったけど、これでいっぺんに意欲が減退しちゃって、企画がポシャっちゃいましたね」と語っている。
永田雅一のワンマン体制だった大映では、京都作品でも必ず東京本社4階会議室に永田社長を筆頭に40人からのスタッフが集まって、最終決断は必ず永田が下す体制だった。『釈迦』も数年前から提出していた企画だったが、急に永田の気が変わって実現した映画だったという。永田の業績については「功罪相半ば」としているが、「功」の実績として、「60歳定年制」の導入を挙げている。他の映画会社が今も「55歳定年制」を採る中、大映だけは昭和22・3年頃にこの制度を、例によって独断で採用している。奥田も「それは偉いと思います」と語っている。奥田が企画した『大魔神』は、奥田が55歳で定年退職していれば実現していなかった。